# Bratislav Ristić
Bratislav Ristić (nacido el 21 de enero de 1980 en Niš) es un futbolista serbio que actúa como centrocampista. Actualmente juega en el AE Paphos.
También ha jugado en el Metalurg Donetsk (2003-2007) Málaga CF (2006-07), Club Brujas (1998-2003) y FK Radnički Niš (1990-1998).
Dispone también de pasaporte belga.

## Clubes
| Club             | País     | Año       |
| ---------------- | -------- | --------- |
| FK Radnički Niš  | Serbia   | 1998-2000 |
| Club Brujas      | Bélgica  | 2000-2003 |
| Metalurg Donetsk | Ucrania  | 2003-2006 |
| Málaga CF        | España   | 2006-2007 |
| Metalurg Donetsk | Ucrania  | 2007-2008 |
| Kuban Krasnodar  | Rusia    | 2008      |
| Slavia Sofia     | Bulgaria | 2009      |
| FK Rad           | Serbia   | 2009-2010 |
| AE Paphos        | Chipre   | 2010-     |